# الحجر (ريمة)

تعديل مصدري - تعديل

الحجر أو قرية الحجر هي قرية جبلية في عزلة حورة بمديرية الجبين التابعة لمحافظة ريمة اليمنية، بلغ تعداد سكانها 743 نسمة حسب إحصاء اليمن لعام 2004.

## المحلات التابعة للقرية
- النقيل
- الكدفة
- الجبانة
- دوسنم
- الحمر
- العصمة
- الثواب
- كركر

## روابط خارجية
- الدليل الشامل